# Гельдыев, Сердар Оразмухаммедович
Сердар Оразмухаммедович Гельдыев (туркм. Serdar Orazmuhammedowiç Geldiýew; род. 1 октября 1987 или 2 октября 1987, Ашхабад) — туркменский футболист, полузащитник туркменского клуба «Ахал» и национальной сборной Туркменистана.

## Карьера
Начинал карьеру в ашхабадском МТТУ. Участник Кубка чемпионов Содружества 2006.
С 2015 по 2020 год играл за ашхабадский «Алтын Асыр».
В феврале 2020 года Гельдыев подписал однолетний контракт с малайзийским клубом ПДРМ. Дебют Сердара состоялся 1 марта в матче против «Сабаха».
В марте 2021 года перешёл в «Ахал».

## Сборная Туркменистана
За национальную сборную дебютировал 18 мая 2008 года товарищеском матче против Омана.
Выступал за Олимпийскую сборную Туркменистана на Азиатских играх 2010 в Гуанчжоу.

## Личная жизнь
Сын туркменского футбольного тренера — Оразмухаммеда Гельдыева.
Старший брат футболиста Ата Гельдыева.
Помимо родного туркменского языка, владеет английским и русским.